# Zuid-Duits voetbalkampioenschap 1905/06
In 1905/06 werd het achtste voetbalkampioenschap gespeeld dat georganiseerd werd door de Zuid-Duitse voetbalbond. 1. FC Pforzheim werd kampioen en plaatste zich voor de eindronde om de Duitse landstitel. De club versloeg Cölner FC 99 en BTuFC Union 92 alvorens zich te plaatsen voor de finale, die ze met 2-1 verloren tegen VfB Leipzig.

## Südkreis

### Gau Mittelbaden
Uit de Gau Mittelbaden zijn enkel 1. FC Pforzheim en Karlsruher FV bekend. KFV werd kampioen, maar omdat speler Heinrich Link enkel voor het tweede elftal speelgerechtigd was werd de club gediskwalificeerd en ging Pforzheim naar de eindronde.

### Gau Oberrhein
|  |               |       |                |  |
|  | Freiburger FC | 5 - 1 | Straßburger FV |  |
|  |               |       |                |  |

Freiburger FC en Straßburger speelden de finale van de Gau Oberrhein, verder is nog geweten dat FC Mülhausen 1893 aan de competitie deelnam.

### Gau Schwaben
| Plaats | Club                      | Wed. | W | G | V | Saldo | Ptn. |
| ------ | ------------------------- | ---- | - | - | - | ----- | ---- |
| 1.     | FC Stuttgarter Cickers    | 2    | 2 | 0 | 0 | 19:0  | 4:0  |
| 2.     | Süddeutscher FC Stuttgart | 2    | 1 | 0 | 1 | 2:5   | 2:2  |
| 3.     | Privater TV Ulm           | 2    | 0 | 0 | 2 | 0:16  | 0:4  |

|  | Geplaatst voor eindronde              |
|  | Trok zich terug voor volgende seizoen |

## Nordkreis

### Gau Neckar
Uit de Gau Neckar is enkel kampioen Mannheimer FC Viktoria 1897 bekend.

### Gau Pfalz
Uit de Gau Pfalz is enkel kampioen FC Pfalz Ludwigshafen bekend.

## Eindronde

### Deelnemers
| Club                         | Competitie             |
| ---------------------------- | ---------------------- |
| 1. FC Pforzheim              | Kampioen Midden-Baden  |
| SV Wiesbaden                 | Kampioen Middenrijn    |
| Mannheimer FC Viktoria 1897  | Kampioen Neckar        |
| 1. FC Nürnberg               | Kampioen Noord-Beieren |
| Freiburger FC                | Kampioen Opperrijn     |
| 1. Hanauer FC 1893           | Kampioen Oostmain      |
| Ludwigshafener FC Pfalz      | Kampioen Palts         |
| FC Stuttgarter Kickers       | Kampioen Zwaben        |
| MTV München                  | Kampioen Zuid-Beieren  |
| Frankfurter FC Victoria 1899 | Kampioen Westmain      |

### Südkreisliga
| Plaats | Club                   | Wed.           | W              | G              | V              | Saldo          | Ptn.           |
| ------ | ---------------------- | -------------- | -------------- | -------------- | -------------- | -------------- | -------------- |
| 1.     | 1. FC Pforzheim        | 2              | 2              | 0              | 0              | 8:2            | 4:0            |
| 2.     | FC Stuttgarter Cickers | 2              | 1              | 0              | 1              | 4:7            | 2:2            |
| 3.     | Freiburger FC          | 2              | 0              | 0              | 2              | 3:6            | 0:4            |
| 4.     | 1. FC Nürnberg         | Teruggetrokken | Teruggetrokken | Teruggetrokken | Teruggetrokken | Teruggetrokken | Teruggetrokken |
| 5.     | MTV München            | Teruggetrokken | Teruggetrokken | Teruggetrokken | Teruggetrokken | Teruggetrokken | Teruggetrokken |

|  | Geplaatst voor finale Zuid-Duitsland |

### Nordkreisliga
| Plaats | Club                         | Wed.           | W              | G              | V              | Saldo          | Ptn.           |
| ------ | ---------------------------- | -------------- | -------------- | -------------- | -------------- | -------------- | -------------- |
| 1.     | 1. Hanauer FC 1893           | 3              | 3              | 0              | 0              | 10:1           | 6:0            |
| 2.     | SV Wiesbaden                 | 3              | 1              | 1              | 1              | 5:3            | 3:3            |
| 3.     | Mannheimer FC Viktoria 1897  | 3              | 1              | 0              | 2              | 4:9            | 2:4            |
| 4.     | Frankfurter FC Victoria 1899 | 3              | 0              | 1              | 2              | 3:9            | 1:5            |
| 5.     | Ludwigshafener FC Pfalz      | Teruggetrokken | Teruggetrokken | Teruggetrokken | Teruggetrokken | Teruggetrokken | Teruggetrokken |

|  | Geplaatst voor finale Zuid-Duitsland |

### Finale
|               |                 |       |                    |  |
| 25 april 1906 | 1. FC Pforzheim | 5 - 3 | 1. Hanauer FC 1893 |  |
| 25 april 1906 |                 |       |                    |  |